# Tésa
Tésa ist eine ungarische Gemeinde im Kreis Szob im Komitat Pest. Sie ist von der Fläche und der Einwohnerzahl die kleinste Gemeinde des Kreises.

## Geografische Lage
Tésa liegt 24 Kilometer nördlich der Kreisstadt Szob und einen Kilometer vom Fluss Ipoly entfernt, der die Grenze zur Slowakei bildet. Nachbargemeinden sind Bernecebaráti, Kemence und Perőcsény. Jenseits der Grenze befinden sich die slowakischen Orte Ipeľský Sokolec, Kubáňovo und Vyškovce nad Ipľom.

## Geschichte
Im Jahr 1913 gab es in der damaligen Kleingemeinde 48 Häuser und 282 Einwohner auf einer Fläche von 759 Katastraljochen. Sie gehörte zu dieser Zeit zum Bezirk Ipolyság im Komitat Hont.

## Sehenswürdigkeiten
- Römisch-katholische Kirche Szentháromság, erbaut 1775 im barocken Stil
- Traditionelle Bauernhäuser
- Weltkriegsdenkmal (Világháborús emlékmű)

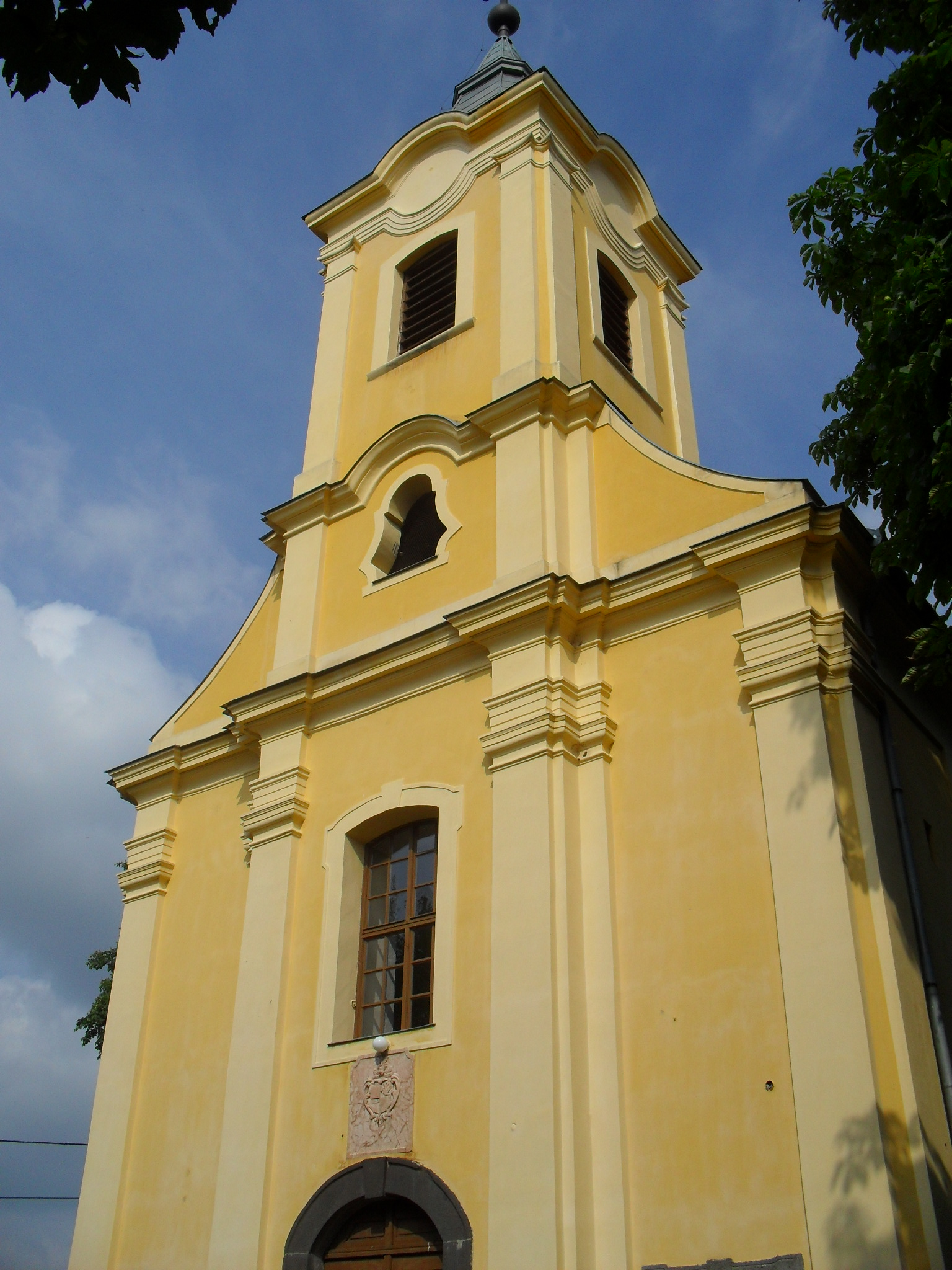
Römisch-katholische Kirche Szentháromság
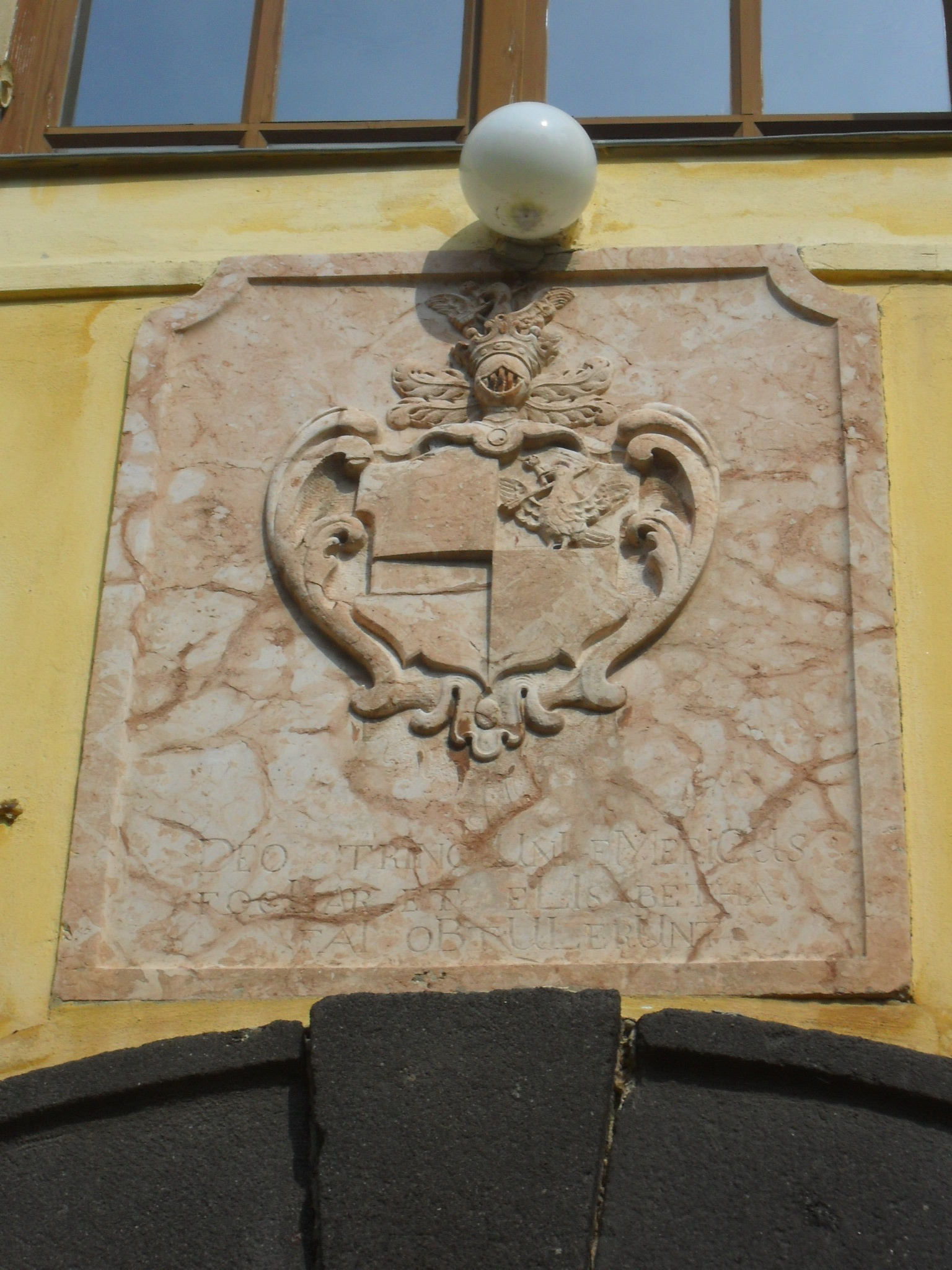
Wappen der Familie Foglár über dem Eingang der Kirche
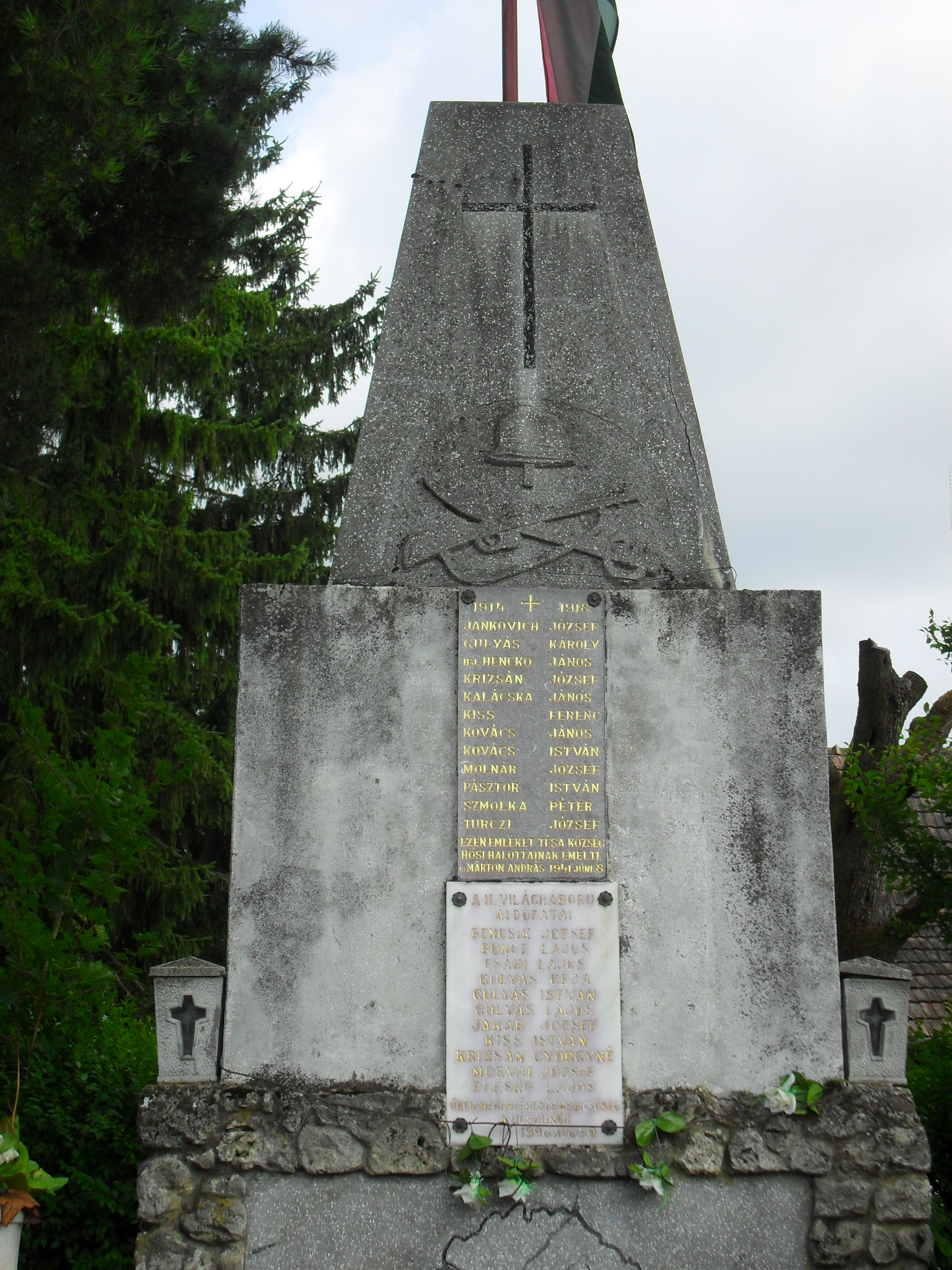
Weltkriegsdenkmal
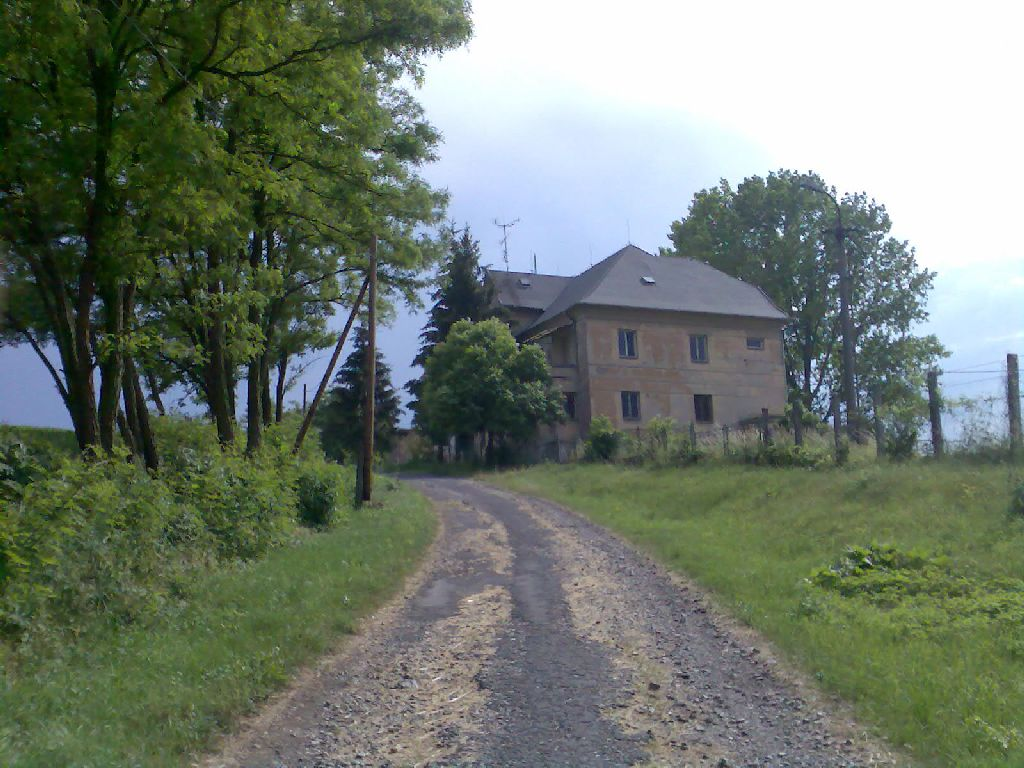
Straße zwischen Tésa und Vyškovce nad Ipľom

## Verkehr
Durch Tésa verläuft die Nebenstraße Nr. 12114, die in nordöstliche Richtung zu einem Grenzübergang in die Slowakei führt, der für Fußgänger und Fahrradfahrer in der Zeit von 9 bis 19 Uhr geöffnet ist. Es bestehen Busverbindungen nach Vámosmikola. Der nächstgelegene Bahnhof befindet sich in Szob.